# الشاسو

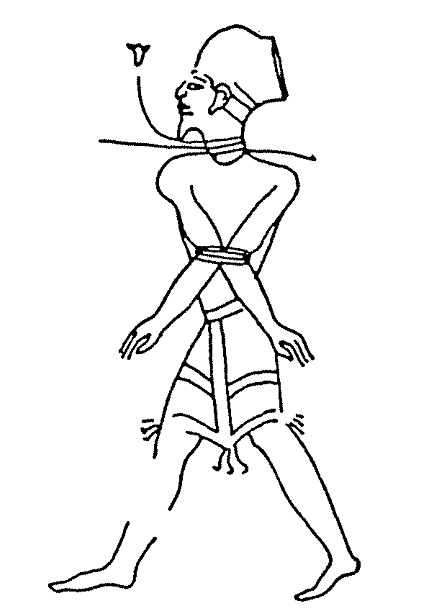
سجين شاسو كما صور في نقوش رمسيس الثالث في مدينة هابو

كان الشاسو من البدو الرحل للماشية الناطقين بالسامية في جنوب بلاد الشام من أواخر العصر البرونزي إلى العصر الحديدي المبكر أو الفترة الانتقالية الثالثة في مصر القديمة. تم تنظيمهم في عشائر تحت قيادة زعيم قبلي، ووصفوا بأنهم قطاع طرق نشطون من وادي يزرعيل إلى عسقلان وسيناء.

## التسمية
قد يكون الاسم الأصلي للاسم شاسو، والذي يعني في الأصل «أولئك الذين يمشون على الأقدام». أفاد ليفي وآدامز ومونيز بإمكانيات مماثلة: كلمة مصرية تعني «يتجول»، وكلمة سامية بديلة بمعنى «النهب».

## تاريخ
أقدم إشارة معروفة إلى الشاسو تحدث في القرن الخامس عشر قبل الميلاد قائمة الشعوب في منطقة شرق الأردن. يظهر الاسم في قائمة أعداء مصر المدرجين على قواعد الأعمدة في معبد صوليب الذي بناه أمنحتب الثالث. تم نسخ القائمة في وقت لاحق في القرن الثالث عشر قبل الميلاد إما بواسطة سيتي الأول أو رمسيس الثاني في عمارة غرب.
فيما يتعلق بالاسم شاسو، لاحظ مايكل أستور أن «الترجمة الهيروغليفية تتوافق بدقة شديدة مع الكلمة العبرية يهوه، وتسبق أقدم ظهور لهذا الاسم الإلهي حتى الآن - على حجر موآبي - بأكثر من خمسمائة عام.» يخلص ك.فان دير تورن إلى أنه: «بحلول القرن الرابع عشر قبل الميلاد، قبل وصول عبادة الرب إلى إسرائيل، عبدت مجموعات من الأدوميين والمديانيين الرب باعتباره إلههم.»

## شاسو يهوه
جادل دونالد بي. ريدفورد أن أوائل بني إسرائيل، شبه الرحل المرتفعات في وسط كنعان المذكورة في لوحة مرنبتاح في نهاية القرن الثالث عشر قبل الميلاد، سيتم تحديدها على أنها جيب شاسو. بما أن التقليد الكتابي اللاحق يصور يهوه «قادمًا من سعير»، استمر الشاسو، وهم في الأصل من موآب وشمال أدوم / سعير، ليشكلوا عنصرًا رئيسيًا واحدًا في الملغم الذي سيشكل «إسرائيل» التي أسست فيما بعد مملكة إسرائيل الموحدة. وفقًا لتحليله الخاص لرسائل تل العمارنة، خلص أنسون ريني إلى أن وصف الشاسو يناسب وصف بني إسرائيل الأوائل. إذا كان هذا التعريف صحيحًا، لكان بني إسرائيل / شاسو قد استقروا في المرتفعات في قرى صغيرة بها مبانٍ مشابهة للهياكل الكنعانية المعاصرة في نهاية القرن الثالث عشر قبل الميلاد.